# Herennia sonja
Herennia sonja är en spindelart som beskrevs av Kuntner 2005. Herennia sonja ingår i släktet Herennia och familjen Nephilidae. Inga underarter finns listade i Catalogue of Life.